# Chrysolina substrangulata
Chrysolina substrangulata é uma espécie de artrópode pertencente à família Chrysomelidae.